# 怪物の木こり
『怪物の木こり』（かいぶつのきこり）は、2019年発表の倉井眉介原作のスリラー小説。2018年の第17回『このミステリーがすごい!』大賞大賞を受賞。2023年に映画版が公開された。

## あらすじ
巷では、絵本「怪物の木こり」に登場する怪物の仮面を被った殺人鬼が、斧で頭を割って脳を奪い去る猟奇殺人事件が連続して発生していた。
その殺人鬼が次の標的として狙いを定めたのは弁護士の二宮彰であったが、彼は殺人鬼を上回る狂気じみたサイコパスだった。

## 映画
2023年12月1日に公開。監督は三池崇史、主演は亀梨和也。PG12指定。

### キャスト
- 二宮彰：亀梨和也[3]
- 戸城嵐子：菜々緒[3]
- 杉谷九朗：染谷将太[3]
- 荷見映美：吉岡里帆[3]
- 乾登人：渋川清彦[3]
- 広瀬秀介：堀部圭亮[3]
- 北島信三：出合正幸[4]
- 東間翠：柚希礼音[3]
- 益子医師：みのすけ[3]
- 矢部正嗣：今井朋彦[5]
- 東間和夫：テイ龍進[6]
- 良子先生：安澤千草[7]
- 町医者（多摩内科クリニック）：古山憲太郎[8]
- 管理官：伊勢佳世[9]
- 渡辺伸夫：小林勝也[10]
- 剣持咲：梅舟惟永
- 刑事：榎木薗郁也[11]、蔵原健[12]、加藤琢未[13]、長島竜也[14]
- 看護師：牧野莉佳、石井礼美
- 石川真澄：葉丸あすか
- 岩田三郎：小川裕治
- 満田義男：吉田興平[15]
- 小林光彦：田邉健太[16]
- 目撃者：森日菜美
- 映美の父：木村靖司[17]
- 父と娘：木原勝利[18]、佐藤恋和[19]
- 剣持武士（幼少期）：吉田奏佑[20]
- 二宮彰（幼少期）：太田恵晴[21]
- 彰の両親：斉藤達矢、河北茉子[22]
- 武士の両親：武田祐一[23]、平川はる香
- 蘭子の部下：安田龍生[24]
- 釆澤靖起
- 彰の秘書：浅井映里香[25]
- 剣持武士：中村獅童[3]

### スタッフ
- 原作：倉井眉介『怪物の木こり』（宝島社文庫）
- 監督：三池崇史
- 脚本：小岩井宏悦
- 音楽：遠藤浩二
- 主題歌：SEKAI NO OWARI「深海魚」（ユニバーサル ミュージック）[26]
- 劇中曲：「おひさまあたれ」（作詞：新沢としひこ、作曲：平田明子）、「Let The Sunshine In」
- 製作：高橋雅美、勝股英夫、中村浩子、竹澤浩、滝沢昌志、陳金歓、藤倉尚、奥野敏聡、芦田拓真、牧田英之、渡辺章仁、五十嵐淳之、梅景匡之
- エグゼクティブプロデューサー：小岩井宏悦
- プロデューサー：坂美佐子、前田茂司
- ラインプロデューサー：今井朝幸、善田真也
- 撮影：北信康（J.S.C.）
- 照明：柴田雄大
- 録音：中村淳
- 美術：坂本朗
- 装飾・小道具：谷田サチヲ、伊藤実穂
- 編集：相良直一郎
- キャラクタースーパーバイザー：前田勇弥
- ヘアメイクディレクター：酒井啓介
- 特殊造形・メイク：百武朋
- キャスティングプロデューサー：杉野剛
- キャスティング：平出千尋
- キャスティングスーパーバイザー：柿崎ゆうじ
- スタントコーディネーター：辻井啓伺
- 操演：鳴海聡
- スーパーヴァイジングサウンドエディター：勝俣まさとし
- 画コンテ：相馬宏充
- 助監督：谷口正行
- アシスタントプロデューサー：田村久理、内藤佑紀、土川はな
- サイコパス監修：中野信子
- 警察監修：古谷謙一（カートエンターテイメント）
- 医療監修：石井大、長谷川俊典、伊藤信英
- 司法監修：坂仁根
- 劇中絵本・絵：松本弘
- 脚本協力：木江恭、林田麻美
- VFX Supervisor：太田垣香織
- VFX Director：濱口幸祐
- 音楽スーパーバイザー：杉田寿宏
- 宣伝統括：土合朋宏
- 宣伝プロデューサー：鎌田亮介
- 営業統括：山田邦雄
- 制作プロダクション：OLM
- 制作協力：楽映舎
- 製作幹事・配給：ワーナー・ブラザース映画
- 製作：「怪物の木こり」製作委員会（ワーナー・ブラザース映画、エイベックス・ピクチャーズ、ジェイ・ストーム、KDDI、WOWOW、オープンカルチャー・エンターテイメント、ユニバーサル ミュージック、OLM、GYAO、ニッポン放送、ローソングループ、ムービーウォーカー、UUUM）